# Ben Sidran
Ben Sidran (Chicago, 1943. augusztus 14. –) amerikai dzsessz és rock billentyűs, zenekritikus.

## Pályafutása
Leo Sidran apja.
A wisconsini Racine-ben nőtt fel, 1962-1966 között a Wisconsin-Madison Egyetemen tanult, majd az angliai University of Sussexen filozófiát tanult. PhD fokozatát „A Cultural History of Black Music in America” című munkájával szerezte meg. A „Black Talk” (1972) című munkája: alapmű.
Muzsikus pályája 1967-ben Steve Miller Bandben kezdődött a „Space Cowboy” című slágerrel.
Játszott a Rolling Stonesszal, Peter Framptonnal, Eric Claptonnel. Részt vett Charlie Watts produkcióiban. Később Amerikában Boz Scaggsszel dolgozott.
1983-ban megjelent a „Bop City” című albuma Eddie Gomez és Peter Erskine közreműködésével, 1987-ben a „Have You Met Barcelona?” Johnny Griffinnel, Jimmy Woode-dal és Ben Riley-vel.
Párizsban vendégszerepelt Gil Evansszel. Fellépett Dizzy Gillespie-vel, Bobby McFerrinnel és a Manhattan Transferrel a Carnegie Hallban, a Brecker Brothersszel a Montreux-i Jazz Fesztiválon és a Newport Jazz Festivalon. A „Concert For Garcia Lorca” (2000) lemezét Grammy-díjra jelölték.
Rádiós és televíziós műsorvezetőként, valamint televíziós sorozatok producereként dolgozott Diana Ross-szal, Booker T.vel, Phil Woods-szal, Sarah Vaughannal, Herbie Hancock-kal, Wynton Marsalis-szal, Annie Ross-szal.

## Albumok
- Feel Your Groove (1971)
- I Lead a Life (1972)
- Puttin' in Time On Planet Earth (1973)
- Don't Let Go (1974)
- Free in America (1976)
- The Doctor Is in (1977)
- Live at Montreux (1978)
- A Little Kiss in the Night (1978)
- The Cat and the Hat (1979)
- New Wave Bebop (1981)
- Old Songs for the New Depression (1981)
- Bop City (1983)
- Get to the Point (1984)
- On the Cool Side (1985)
- On the Live Side (1986)
- Too Hot to Touch (1988)
- Cool Paradise (1990)
- Life's a Lesson (1993)
- Mr. P's Shuffle (1996)
- The Concert for Garcia Lorca (1998)
- Live at the Celebrity Lounge (1998)
- Walk Pretty (2002)
- Nick's Bump (2003)
- Bumpin' at the Sunside (2005)
- Cien Noches (2008)
- Dylan Different (2009)
- Don't Cry for No Hipster (2012)
- Blue Camus (2014)
- Picture Him Happy (2017)
- Swing State (2022)

## Díjak
- 1998: Grammy-díj jelölt (The Concert for Garcia Lorca)

## Filmek
- Ben Sidran az IMDb-n